# Natsuki
Natsuki ist ein sowohl männlicher als auch weiblicher japanischer Vorname.

## Bekannte Namensträger
- Natsuki Ikezawa (* 1945), japanischer Schriftsteller
- Natsuki Sumeragi (* 1967), japanische Manga-Zeichnerin und Illustratorin
- Natsuki Takaya (* 1973), japanische Manga-Zeichnerin
- Natsuki Tamura (* 1951), japanischer Jazztrompeter und Komponist